# League for Programming Freedom
League for Programming Freedom (LPF) založil v roce 1989 Richard Stallman s cílem sjednotit vývojáře svobodného softwaru a vývojáře proprietárního softwaru v boji proti softwarovým patentům a rozšiřování rozsahu autorských práv. Jejím logem je Socha Svobody držící disketu a magnetickou pásku.
Liga mimo jiné zahájila kampaň "Burn all GIFs" (Spalte všechny GIFy) jako odpor proti postupu společnosti Unisys při prosazování jejího patentu na kompresi LZW, který používala společnost CompuServe při vytváření obrazového formátu.
V letech 1991 až 1995 Liga vydávala zpravodaj Programming Freedom v 11 číslech. Tyto primární zdrojové materiály zachycují činnost organizace.
Jedinou událostí, která měla na vznik Ligy největší vliv, byly žaloby společnosti Apple proti Microsoftu kvůli údajnému porušování autorských práv na look and feel (vzhled a dojem) počítačů Macintosh při vývoji systému Windows. Po skončení soudního sporu Liga usnula, aby ji znovu obnovili ti, kterým stále více vadilo prosazování softwarových patentů.
V září 2009 zaslal prezident LPF Dean Anderson bývalým členům oznámení, v němž oznámil návrat LPF a obnovení jejího členství, přičemž na 12. května 2010 plánoval uspořádat volby.